# 斯特魯伽茨基兄弟

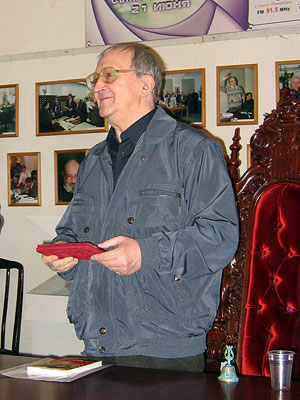
弟弟鲍里斯摄于2006年。

阿爾卡季和鮑里斯·斯特魯伽茨基兄弟（俄語：Братья Стругацкие）為俄羅斯科幻小說作家兄弟，阿爾卡季（1925年8月28日—1991年10月12日）是哥哥、鮑里斯（1933年4月14日—2012年11月19日）是弟弟。

## 阿爾卡季
1925年8月25日，阿爾卡季·斯特魯加茨基出生於巴統。後來，他随家人搬到列寧格勒。1942年1月，阿爾卡季和父親離開列寧格勒，但是阿爾卡季是唯一的倖存者，他的父親则死于沃洛格達。阿爾卡季後來被編入蘇聯軍隊，先就读于阿克糾賓斯克砲兵學校，後來进入莫斯科外語軍事學院。他曾是一名教師，為軍隊担任翻譯，直到1955年。從1955年起，他開始成為編輯和作家。1958年，他開始與弟弟鮑里斯合作。

## 鮑里斯
1933年4月14日，鮑里斯·斯特魯加茨基出生。在第二次世界大戰期間，他與母親留在列寧格勒。1950年，高中畢業後的他在列寧格勒國立大學學習物理，之後研究天文。1955年畢業後，他曾為天文學家和電腦工程師，直到1966年成為一名全職作家。他是不可知論者。